# NHL 1922/23
Die NHL-Saison 1922/23 war die sechste Spielzeit der National Hockey League. Man spielte 24 Spiele und die beiden Bestplatzierten spielten in zwei Spielen den NHL Sieger aus. Der Tabellenführer, die Ottawa Senators, besiegte die Montréal Canadiens mit 3:2 Toren und traf im Halbfinale auf den Sieger der PCHA, die Vancouver Maroons, gegen die sie sich mit 3:1 durchsetzten. Ebenfalls in Vancouver fand dann das Finale gegen die Edmonton Eskimos, den Sieger der WCHL statt. Diese Serie gewannen die Ottawa Senators mit 2:0 und gewannen den dritten Stanley Cup in vier Jahren. King Clancy spielte im Finale auf allen sechs Positionen. Sogar seinen Goalie vertrat er, als dieser eine Strafe wegen Stockschlagens absitzen musste. Die Montréal Canadiens tauschten vor der Saison ihren ehemaligen Topscorer Newsy Lalonde nach Saskatoon in die Western Canada League für 3500 Dollar und einen unbekannten Amateur namens Aurèle Joliat.

## Reguläre Saison

### Abschlusstabellen
Abkürzungen: GP = Spiele, W = Siege, L = Niederlagen, T = Unentschieden, GF = Erzielte Tore, GA = Gegentore, Pts = Punkte
|                       | GP | W  | L  | T | GF | GA  | Pts |
| --------------------- | -- | -- | -- | - | -- | --- | --- |
| Ottawa Senators       | 24 | 14 | 9  | 1 | 77 | 54  | 29  |
| Canadiens de Montréal | 24 | 13 | 9  | 2 | 73 | 61  | 28  |
| Toronto St. Patricks  | 24 | 13 | 10 | 1 | 82 | 88  | 27  |
| Hamilton Tigers       | 24 | 6  | 18 | 0 | 81 | 110 | 12  |

### Beste Scorer
Abkürzungen: GP = Spiele, G = Tore, A = Assists, Pts = Punkte
| Spieler         | Team     | GP | G  | A  | Pts |
| --------------- | -------- | -- | -- | -- | --- |
| Babe Dye        | Toronto  | 24 | 33 | 10 | 43  |
| Cy Denneny      | Ottawa   | 24 | 35 | 5  | 40  |
| Billy Boucher   | Montréal | 24 | 34 | 5  | 39  |
| Jack Adams      | Toronto  | 20 | 28 | 9  | 37  |
| Mickey Roach    | Hamilton | 24 | 19 | 10 | 29  |
| Odie Cleghorn   | Montréal | 24 | 19 | 8  | 27  |
| Georges Boucher | Ottawa   | 24 | 18 | 9  | 27  |
| Reg Noble       | Toronto  | 24 | 18 | 9  | 27  |
| Cully Wilson    | Hamilton | 20 | 19 | 7  | 26  |
| Aurèle Joliat   | Montréal | 24 | 11 | 15 | 26  |

## Stanley-Cup-Playoffs
Alle Spiele fanden im Jahr 1923 statt.

### NHL-Finale
Ottawa gewinnt die Serie gegen Montréal in zwei Spielen mit 3:2 Toren.

### Stanley-Cup-Halbfinale
| Vancouver Maroons vs. Ottawa Senators | Vancouver Maroons vs. Ottawa Senators | Vancouver Maroons vs. Ottawa Senators | Vancouver Maroons vs. Ottawa Senators | Vancouver Maroons vs. Ottawa Senators | Vancouver Maroons vs. Ottawa Senators |
| Datum                                 | Auswärtsteam                          | Auswärtsteam                          | Heimteam                              | Heimteam                              |                                       |
| ------------------------------------- | ------------------------------------- | ------------------------------------- | ------------------------------------- | ------------------------------------- | ------------------------------------- |
| 16. März                              | Ottawa                                | 1                                     | 0                                     | Vancouver                             |                                       |
| 19. März                              | Ottawa                                | 1                                     | 4                                     | Vancouver                             |                                       |
| 23. März                              | Ottawa                                | 3                                     | 2                                     | Vancouver                             |                                       |
| 26. März                              | Ottawa                                | 5                                     | 1                                     | Vancouver                             |                                       |
| Ottawa gewinnt die Serie mit 3:1.     |                                       |                                       |                                       |                                       |                                       |

### Stanley-Cup-Finale
| Edmonton Eskimos vs. Ottawa Senators                  | Edmonton Eskimos vs. Ottawa Senators | Edmonton Eskimos vs. Ottawa Senators | Edmonton Eskimos vs. Ottawa Senators | Edmonton Eskimos vs. Ottawa Senators | Edmonton Eskimos vs. Ottawa Senators |
| Datum                                                 | Auswärtsteam                         | Auswärtsteam                         | Heimteam                             | Heimteam                             |                                      |
| ----------------------------------------------------- | ------------------------------------ | ------------------------------------ | ------------------------------------ | ------------------------------------ | ------------------------------------ |
| 29. März                                              | Ottawa                               | 2                                    | 1                                    | Edmonton                             |                                      |
| 31. März                                              | Ottawa                               | 1                                    | 0                                    | Edmonton                             |                                      |
| Ottawa gewinnt die Serie mit 2:0 und den Stanley Cup. |                                      |                                      |                                      |                                      |                                      |
| Die Spiele wurden in Vancouver ausgetragen            |                                      |                                      |                                      |                                      |                                      |

### Stanley-Cup-Sieger
| Stanley-Cup-Sieger Ottawa Senators | Torhüter: Clint Benedict Verteidiger: George Boucher, King Clancy, Eddie Gerard (C), Harry Helman, Lionel Hitchman Angreifer: Punch Broadbent, Jack Darragh, Cy Denneny, Frank Nighbor Cheftrainer: Pete Green General Manager: Tommy Gorman |